# Станислав Бедлински
Станѝслав Бедлѝнски (на полски: Stanisław Bedliński) е полски римокатолически духовник, титулярен кесарополски епископ (1683 – 1689) и викарен епископ на Луцката епархия.

## Биография
Роден е ок. 1633 година. Към 1668 година е препозит на Скербешовската енория. Енорийски свещеник на Коден в периода ок. 1678 – 1688 г. и на енорията „Света София“ в Тарнобжег (1683 – 1689). На 27 септември 1683 година римският папа Инокентий XI го назначава за титулярен кесарополски епископ и за викарен епископ на Луцката епископия. На 6 февруари 1684 година е ръкоположен за епископ от титулярния лаодикейски епископ Миколай Оборски. Епископ Станислав Бедлински умира в 1689 година в Луцк.